# Aspergillus terreus
Aspergillus terreus ist ein Schimmelpilz der Gattung Aspergillus, die als Saprophyten weltweit vorkommen und Intoxikationen oder Allergien hervorrufen können.

## Merkmale
Aspergillus terreus bildet auf Czapek Agar rosa-zimtbraune bis im Alter tiefbraune Kolonien, die meist samtig wachsen. Manche Stämme wachsen allerdings deutlich flockig oder bilden Lufthyphen aus. Auf der Unterseite der Kolonie sind die Kolonien blass oder hellgelb bis tiefbraun. Geruch ist bei vielen Stämmen keiner vorhanden, bei manchen ist zumindest ein flüchtiger Geruch festzustellen.
Die etwas biegsamen Konidienträger sind 5–8 µm breit und 250 µm lang mit glatter bis zu 1 µm dicken Zellwand und sind sowohl septiert als auch unseptiert. Sie besitzen einen vergrößerten, kugeligen Apex, der 12 bis 18 µm, manchmal bis zu 25 µm groß wird. Aus diesem wachsen dicht gedrängt Phialiden in zwei Reihen (primäre und sekundäre Phialiden). Die primären sind 2 bis 2,5 µm breit und 7–9 µm lang, die sekundären sind 2–2,5 µm breit und 5–7 µ lang. Bei Reife werden diese Köpfchen bis zu 500 µm lang und 50 µm breit. Die glatten Konidien sind leicht elliptisch bis kugelig und werden 2,2 bis 2,5 manchmal bis 3 µm groß und werden in langen zusammenhängenden Ketten gebildet. Perithezien wurden keine gefunden. Die optimale Wachstumstemperatur liegt bei 37 °C. Der Pilz kann Gelatine verflüssigen.

## Artabgrenzung
Aspergillus terreus bildet ähnliche Kolonien wie Aspergillus fumigatus oder Aspergillus nidulans. Diese sind allerdings im Gegensatz zu Aspergillus terreus grün. Aspergillus fumigatus hat außerdem nur einreihige Sterigmata. Aspergillus rehmii besitzt ebenfalls zweireihige Sterigmata, ist aber gelb.

### Habitat
Aspergillus terreus ist häufig in Böden und verfaulendem Pflanzenmaterial zu finden. Die Sporen können den Verdauungstrakt unbeschadet überstehen. Fütterungsversuche von Sporen an Kaninchen waren für dieses allerdings tödlich.

### Bedeutung
Aspergillus terreus kann eine ernsthafte Aspergillose auslösen, deren Infektion oft eine Mortalitätsrate von 100 % aufweist. Er ist resistent gegen Amphotericin B.
Andererseits wird Aspergillus terreus zur Gewinnung von Lovastatin genutzt, ein Statin, das zur Behandlung von Hypercholesterinämie eingesetzt wird. Der Weltmarkt für Statine wird auf mehr als 12 Milliarden Dollar jährlich geschätzt. Aspergillus terreus produziert auch zahlreiche Sekundärmetabolite wie Patulin, Citrinin und ökonomisch bedeutsame Enzyme wie Xylanase.
In der Industriellen Biotechnologie wird Aspergillus terreus vor allem zur Gewinnung von Itakonsäure genutzt, wobei die kommerzielle Verwendung 1952 erstmals von Pfizer in den Vereinigten Staaten und später in Großbritannien gestartet wurde.

## Systematik
Aspergillus terreus wurde 1918 von Charles Thom das erste Mal wissenschaftlich beschrieben.